# 默特爾敦 (加利福尼亞州)
默特爾敦（英語：Myrtletown）是位於美國加利福尼亞州洪堡縣的一個人口普查指定地區。

## 地理
默特爾敦的座標為40°47′19″N 124°07′49″W / 40.78861°N 124.13028°W，而該地最高點為海拔高度34米（即112英尺）。

## 人口
根據2010年美國人口普查的數據，默特爾敦的面積為5.650平方千米，當中陸地面積為5.437平方千米，而水域面積為0.213平方千米。當地共有人口4675人，而人口密度為每平方千米827人。